# 渠江
渠江（きょこう、Qu Jiang、拼音: Qú jiāng）は、中華人民共和国の四川省東部を流れる大きな川で、嘉陵江の支流。渠河ともいう。
東の州河、および北の巴河の二つの川が、渠江の源流となる。州河は四川省・重慶市・陝西省の境界の大巴山脈の西南麓に発し西南へ流れる。巴河は四川省・陝西省の境界にある米倉山の南麓に発して南へ流れる。四川省の東の端から来たこれら二つの川が達州市渠県の三匯鎮で合流して渠江となる。
渠江は渠県、広安市、岳池県、隣水県を流れ、重慶市合川区にある釣魚山の下の雲門鎮・姚家溝村付近で嘉陵江に合流する。全長は720km、流域面積は39,200平方km。